# М'ягрі
М'ягрі (туркм. Myahri, Mýahri; справжнє ім'я Мєгрі Піргулиєва, туркм. Mähri Pirgulyýewa) — туркменська поп-співачка.
М'ягрі народилася 11 березня 1988 року в Ашгабаті. З 1995 до 2006 року навчалася в ліцеї в Ашгабаді. Почала співати ще в школі. 
Свій перший сингл «Gijeler» (укр. Ночі) записала на студії Polyx. 2007 року М'ягрі разом з туркменським продюсером Ніколаєм Якімовим видала перший альбом «Seňki däl» (укр. Не твоя). Після цього вона почала працювати над своїм другим альбомом «Söýgi wagty geldi» (укр. Настав час кохання). Цей альбом зокрема містить пісні, написані М'ягрі. Популярною стала пісня з цього альбому «Eziz Watanym» (укр. Моя мила Батьківщина), яка присвячена Туркменістану.
Найвідомішою піснею М'ягрі залишається «Aýterek Günterek».
У 2018 році удостоєна премії «Ýylyň parlak ýyldyzy» (укр. Найяскравіша зірка року). На церемонії нагородження М'ягрі виконала свою відому пісню «Alaja» (укр. Чари).
У січні 2020 року Мєгрі Піргулиєва презентувала новий альбом «Ýyldyz» (укр. Зірка). Новий збірник містить 11 пісень туркменською мовою. Пісня під назвою «Ejem» (укр. Мати) була виконана разом із Зулейхою Какаєвою, відомою туркменською артисткою.
| Прапор Туркменістану | Це незавершена стаття про Туркменістан. Ви можете допомогти проєкту, виправивши або дописавши її. |